# خارپشتی در مه
خارپشتی در مه (روسی: Ёжик в тумане، آوانگاری Yozhik v tumane؛ IPA: [ˈjɵʐɨk f tʊˈmanʲɪ]) که گاهی از آن، با عنوانِ جوجه‌تیغی در مه هم یاد می‌شود، یک فیلم کارتونی به کارگردانی یوری نورشتاین است که در سال ۱۹۷۵ منتشر شد. از صداپیشگان آن می‌توان به آلکسی باتالوف و ویاچسلاو نوینوی اشاره کرد.
این فیلم کارتونی از مشهورترین کارتون‌های روسی است و برندهٔ جوایز گوناگونی شده است که از آن میان، می‌توان به جایزهٔ «بهترین فیلم کارتونی» در «جشنوارهٔ فیلم کودکان و نوجوانان تهران» در سال ۱۹۷۶میلادی اشاره کرد.
بر اساس یک آمارگیری از ۱۴۰ منتقد سینما و انیمیشن در کشورهای مختلف جهان در سال ۲۰۰۳ میلادی، این انیمیشن به عنوان بهترین انیمیشن جهان در تمامی دوران انیمیشن‌سازی انتخاب شد. شاهکار یوری نورشتاین بر اساس داستان نویسندهٔ روس، «سرگئی کازلف» ساخته شده است و مدتهاست که از چارچوب انیمیشن کودک خارج شده و به داستان فلسفی بزرگسالان تبدیل شده است. برخی اوقات از این انیمیشن به عنوان برجسته‌ترین انیمیشن روانشناسی و فلسفی اتحاد جماهیر شوروی سوسیالیستی یاد می‌شود.